# Teodora Paleólogo Cantacuceno
Teodora  Paleólogo Cantacuceno (en griego: Θεοδώρα Παλαιολογίνα Καντακουζηνή; fallecida en enero de 1342) fue una aristócrata bizantina, esposa de Miguel Cantacuceno, primer gobernador de Morea. También fue madre del emperador Juan VI Cantacuceno.

## Biografía
El origen de Teodora es obscuro. Averikios Th. Papadopulos la llama Teodora  Paleólogo Cantacuceno y conjetura que era hija del general Candrenos (quien repelió a la Gran compañía catalana de Tesalónica en 1308) y Teodota Glabas Ducas Tarcaniota. Esta última habría sido hija del protostrator Miguel Paleólogo Tarcaniota (hijo de Nicéforo Tarcaniota) y María Filantropeno (hija del almirante Alejo Filantropeno). 
Teodora se casó con el gobernador de Morea Miguel Cantacuceno, alrededor de 1293, y fue madre de Juan Cantacuceno (futuro Juan VI). Teodora falleció en 1342.